# West Salem, Wisconsin
West Salem là một làng thuộc quận La Crosse, tiểu bang Wisconsin, Hoa Kỳ. Năm 2006, dân số của làng này là 4738 người.